# Quercus schottkyana
Quercus schottkyana là một loài thực vật có hoa trong họ Cử. Loài này được Rehder & E.H.Wilson miêu tả khoa học đầu tiên năm 1916.

## Hình ảnh

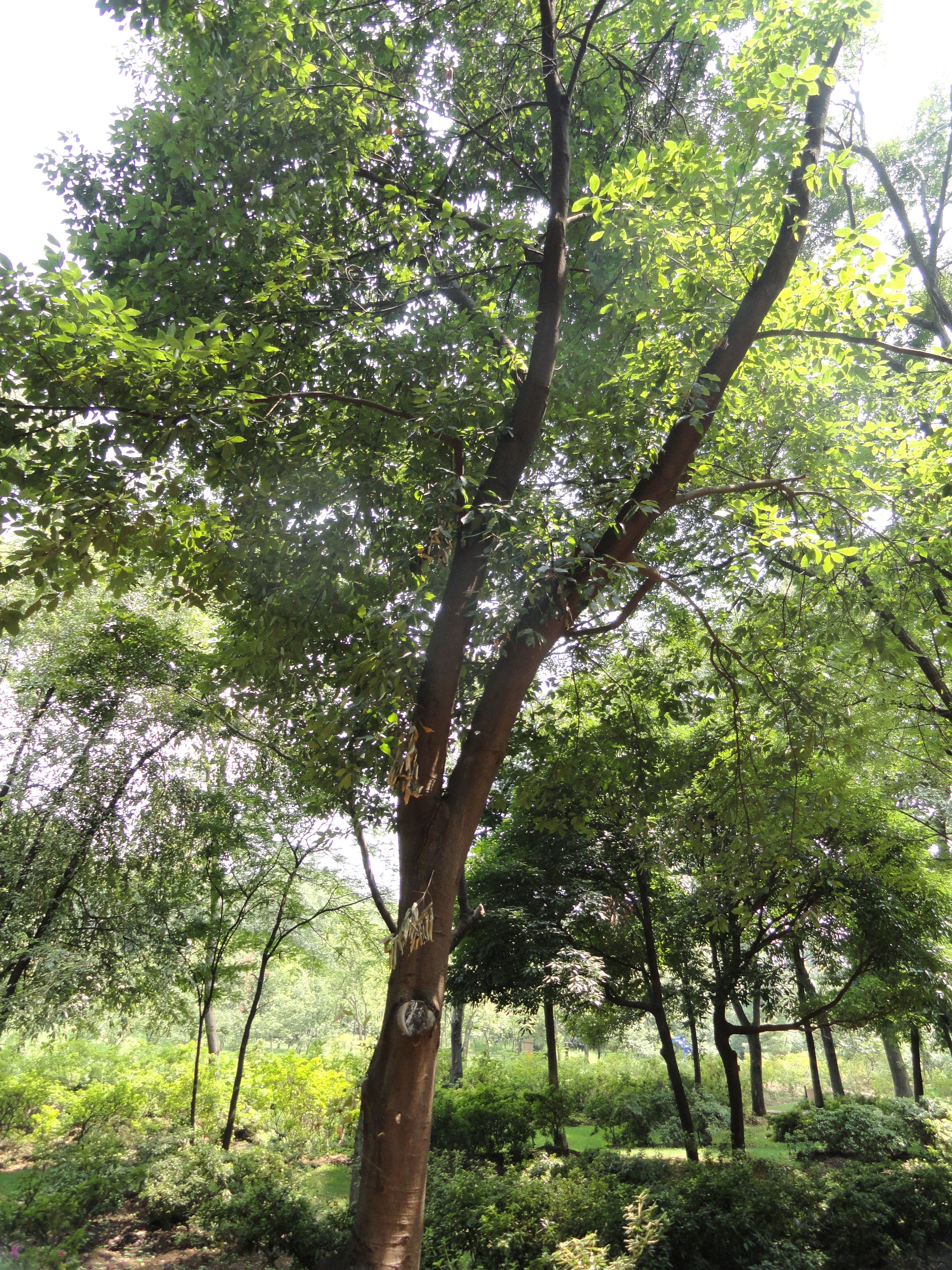